# 데미언 웨인스
데이미언 단테이 웨이언스(Damien Dante Wayans, 1980년 4월 15일 ~ )는 미국의 배우, 영화 감독, 영화 제작자, 각본가이다.
뉴욕에서 태어났다.

## 출연 작품

### 영화
- 에디슨 시티 (2005)
- 리틀 맨 (2006년)
- 맨 어바웃 타운 (2006)
- 댄스 플릭 (2009)